# Petite Maine
Die Petite Maine ist ein Fluss in Frankreich, der im Département Vendée in der Region Pays de la Loire verläuft. Er entspringt beim Weiler Le Pinier im nordöstlichen Gemeindegebiet von Essarts en Bocage, entwässert generell Richtung Nordwest und mündet nach rund 32 Kilometern beim Ort Saint-Georges-de-Montaigu, Gemeinde Montaigu-Vendée, als linker Nebenfluss in die Maine, die bis zu diesem Zusammenfluss als Grande Maine bezeichnet wird. In ihrem Oberlauf quert die Petite Maine das Autobahnkreuz A83 / A87.

## Orte am Fluss
(Reihenfolge in Fließrichtung)
- Le Pinier, Gemeinde Essarts en Bocage
- Le Plessis-Duranceau, Gemeinde Essarts en Bocage
- Chauché
- La Rabatelière
- La Racinauzière, Gemeinde Saint-André-Goule-d’Oie
- Chavagnes-en-Paillers
- Le Cormier, Gemeinde Chavagnes-en-Paillers
- La Menardière, Gemeinde Chavagnes-en-Paillers
- La Daunière, Gemeinde Montaigu-Vendée
- Saint-Georges-de-Montaigu, Gemeinde Montaigu-Vendée

## Sehenswürdigkeiten
- Pont de Boisseau, mittelalterliche Brücke aus dem 13. Jahrhundert, an der Flussmündung, in Saint-Georges-de-Montaigu – Monument historique[4]